# Theodor Lobe
Theodor Lobe (* 8. März 1833 in Ratibor; † 21. März 1905 in Niederlößnitz) war ein deutscher Schauspieler, Regisseur und Theaterleiter, dazu der Begründer des Lobe-Theaters in Breslau.

Theodor Lobe, um 1880

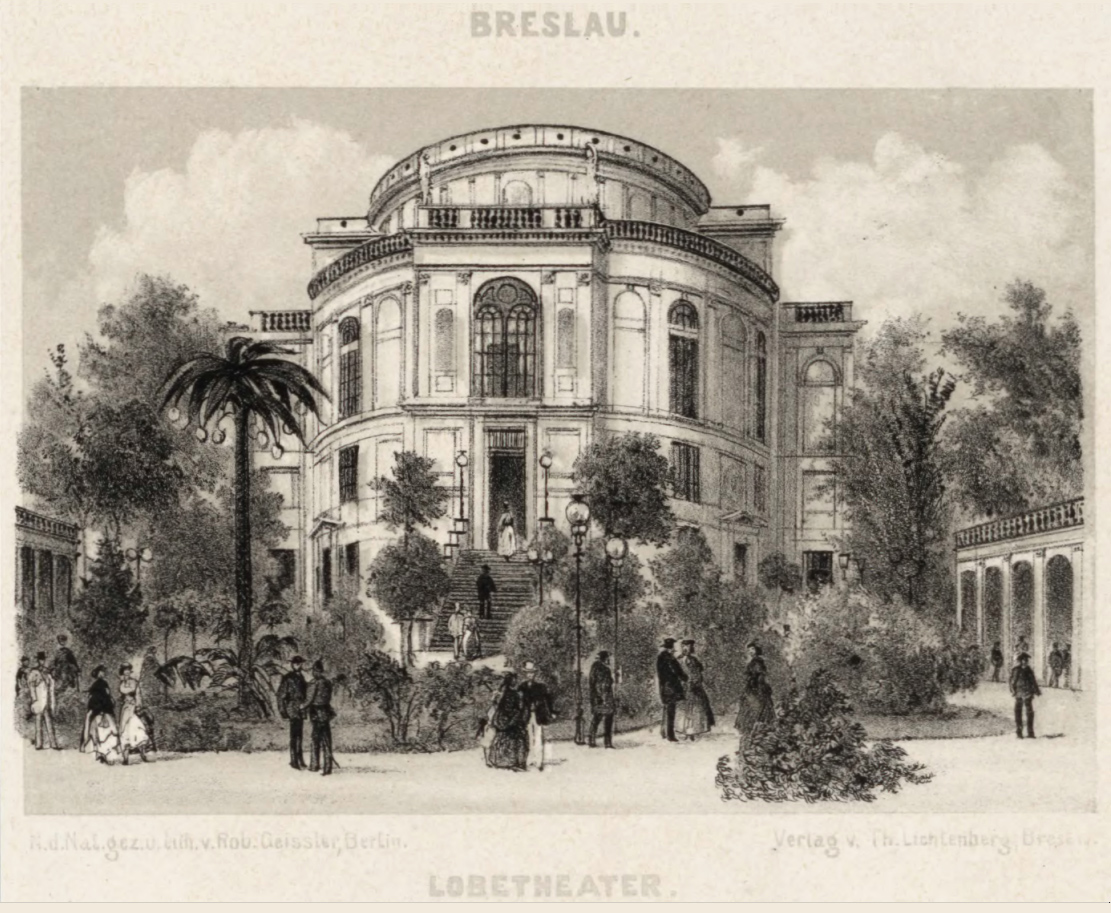
Lobetheater Breslau

## Leben und Wirken

### Frühe Jahre
Theodor Lobe wurde 1833 in Ratibor in Oberschlesien geboren. Sein Vater Karl Lobe († 1847) war Prinzipal einer reisenden Schauspielertruppe, der Wäserschen Gesellschaft, seine Mutter Jeanette Dessoir Schauspielerin und die ältere Schwester des Shakespeare-Darstellers Ludwig Dessoir. Lobes Vater starb 1847 in Warmbrunn. Die Mutter heiratete im Folgejahr 1848 den Posener Theaterdirektor Joseph Keller.
Während die elterliche Truppe durch Schlesien reiste und an zahlreichen Orten auftrat, kam Theodor wohl um 1843 auf das Gymnasium in Liegnitz. Im Todesjahr seines Vaters verließ Lobe die Schule und begann sein Berufsleben für kurze Zeit in einem Breslauer Handelshaus. Nach Auseinandersetzungen mit den Eltern begann er sein Bühnenleben in Liegnitz in der elterlichen Truppe. Da ihm die Tätigkeit als Inspizient sowie kleinere Rollen nicht genug waren, verließ er die Schauspieltruppe und nahm ein Wanderleben auf. Er hatte dann ein Engagement in Eisleben, woraufhin er 1851 nach Berlin an das Krollsche Theater ging. Nach Engagements in Leipzig und in Hamburg am Stadttheater, wo er den Schriftsteller Julius Stettenheim dazu brachte, ihm den Einakter Auf dem Jungfernstieg zu schreiben, kehrte er nach Berlin zurück. Am Friedrich-Wilhelmstädtischen Theater feierte er 1856 in der Posse Faust und Gretchen seines oberschlesischen Landsmanns Eduard Jacobson (1833–1897) als Faust einen Publikumserfolg, womit Lobe für die nächsten Jahre auf das komische Fach festgelegt war. In der Druckfassung des Theaterstücks erschien Lobe als Mitautor. Von 1858 an gehörte er dem Ensemble des Deutschen Hoftheaters in Sankt Petersburg an. Dort und auf Gastspielreisen erwarb sich Lobe einen „guten Namen“.

### Breslau und das Lobe-Theater

Lobe-Theater in Breslau, um 1900

Im Jahr 1866 übernahm er per Pacht die Direktion des nach einem Brand im Vorjahr wiederaufgebauten Stadttheaters (Opernhauses) zu Breslau, wo er seine ersten Erfahrungen als Theaterregisseur machte. 1867 begann der junge Dirigent Ernst Schuch (1846–1914) bei Lobe als Kapellmeister seine Karriere. 1868 holte Lobe seinen Cousin Ferdinand Dessoir nach Breslau. Mit dem Ende des „privilegierten“ Theaters und dem Eintritt der Gewerbefreiheit 1869 gründete Lobe neben seiner Arbeit am Stadttheater das nach ihm benannte Lobe-Theater als Vaudeville-Bühne, um dort der heiteren Muse zu frönen, während er im Stadttheater Charakterrollen gab, so den Marinelli, Jago und den Mephistopheles. Durch den Architekten Friedrich Barchewitz ließ er in der Ohlauer Vorstadt von Breslau, in der Lessingstraße 8, eigens einen Neubau mit 1096 Sitzplätzen errichten, der am 1. August 1869 unter seiner Regie mit Lessings Minna von Barnhelm eröffnet wurde. Im Jahr 1871 brannte das Stadttheater erneut ab und wurde unbespielbar. Lobe hatte sein gesamtes, in Sankt Petersburg erspartes Geld in das Lobe-Theater gesteckt und wurde von Geldsorgen geplagt. Im Mai 1872 verließ er Breslau, nachdem er das Lobe-Theater an einen Berliner Theaterdirektor verkauft hatte. Von 1874 bis 1878 leitete der aus Berlin gekommene Adolph L’Arronge das über die Grenzen Schlesiens hinaus angesehene Haus. 1896 erwarb der Schriftsteller Theodor Löwe (1855–1935) das Lobe-Theater, wo er das klassische Schauspiel und später auch die Operette pflegte. Schauspieler wie Hugo Thimig, Paul Albert Glaeser-Wilken, Werner Krauß, Walter Bruno Iltz und Heinz Rühmann arbeiteten oder debütierten dort. Auch die Meininger traten dort auf. Seinen Höhepunkt sollte das Lobe-Theater jedoch unter Paul Barnay (1884–1960) erreichen, der in Breslau von 1921 bis 1933 als Intendant der beiden Vereinigten Theater u. a. die Schauspieler Marlene Dietrich, Therese Giehse, Käthe Gold, František Lederer, Carola Neher, Rudolf Platte und Angela Salloker, die Regisseure Max Ophüls, Leopold Lindtberg, Leo Mittler sowie die Dramaturgen Klabund, Friedrich Bischoff und Otto Zoff entdeckte. Das Lobe-Theater wurde 1935 aus baupolizeilichen Gründen geschlossen und das Schauspiel siedelte in das Neue Schauspielhaus um. Die Kämpfe um die Festung Breslau gegen Ende des Zweiten Weltkriegs zerstörten das Gebäude des Lobe-Theaters, das danach nicht mehr seine Pforten öffnete.

### Spätere Jahre

Theodor Lobe, um 1900

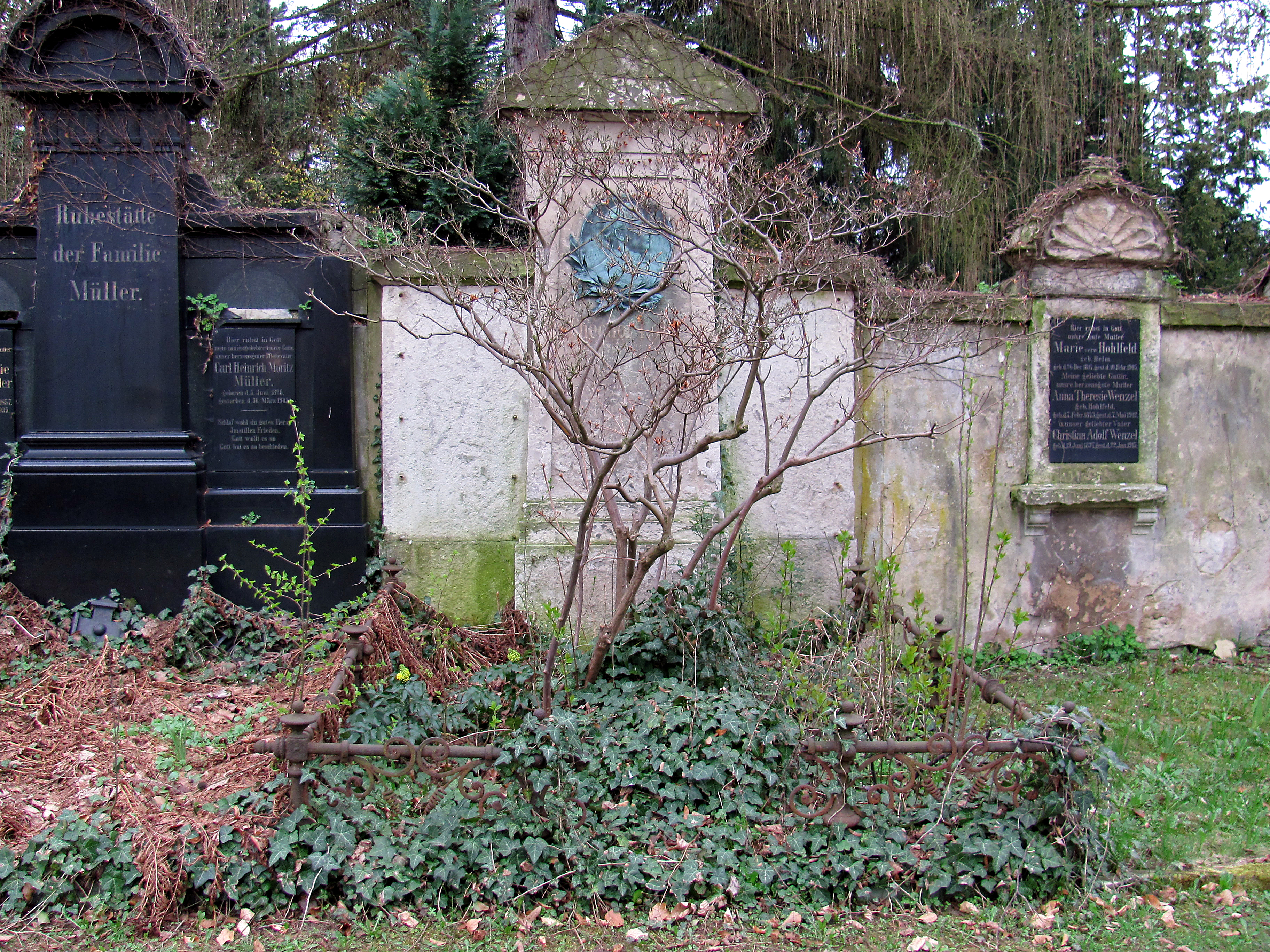
Theodor Lobes Grabmal

Bereits 1871 war Lobe aufgrund seiner Geldnöte einem Ruf des Dramatikers Heinrich Laube als Charakterdarsteller an das neubegründete Wiener Stadttheater gefolgt, dem er bis 1880 angehörte. In Wien wechselte Lobe gänzlich in das ernste Fach und reifte zum „trefflichen Charakteristiker“. Paraderollen waren Mephistopheles, Nathan und Rudolf II. in der Uraufführung von Grillparzers Ein Bruderzwist in Habsburg im Jahr 1872, mit denen er zum gefeierten Star der Wiener Bühne wurde. Zeitweilig übernahm Lobe auch die Leitung des Wiener Hauses. Er war in Wien auch Meister vom Stuhl der dortigen Freimaurerloge Zukunft.
Im Jahr 1880 wurde er für das Stadttheater in Frankfurt am Main engagiert und 1887, nachdem er seit 1885 dort nur gastiert hatte, als Regisseur und Schauspieler für das Thaliatheater in Hamburg gewonnen. Zahlreiche Gastspielreisen führten Lobe durch Deutschland, Österreich und die Schweiz, weitere Paraderollen waren Richard III., Shylock, Philipp II. und König Lear. Der junge Schauspieler Eduard von Winterstein (1871–1961) erlebte Lobe als Pedro Crespo in Calderóns Der Richter von Zalamea am Fürstlichen Hoftheater Gera und war von dessen spielerischer Werktreue so beeindruckt, dass er 1942, mehr als fünfzig Jahre später, Lobe in seinen Jugenderinnerungen als „unverdient Vergessenen“ beschrieb. Da Lobe auch dem naturalistischen Theater aufgeschlossen war, spielte er 1889 am Berliner Lessingtheater den Tischler Jakob Engstrand in Ibsens Gespenstern in der Eröffnungsinszenierung des Theatervereins Freie Bühne, wegen der geltenden Zensur in einer „geschlossenen Veranstaltung“.
Von 1892 bis 1897 war er als Schauspieler (ein „vorzüglicher Charakterdarsteller“) am Königlich-Sächsischen Hoftheater Dresden engagiert, daneben wirkte er dort als Schauspiellehrer sowie als Oberregisseur.
Ebenso wie seinen ehemaligen jungen Kollegen aus Breslauer Zeiten, Ernst von Schuch, der inzwischen als Generalmusikdirektor am Dresdner Hoftheater wirkte, zog es Lobe in die Niederlößnitz vor die Tore der Residenzstadt. Lobe starb dort wenige Wochen nach seinem 72. Geburtstag in seinem Alterswohnsitz, einem heute denkmalgeschützten Landhaus in der Nordstraße 4. Er wurde im benachbarten Kötzschenbroda auf dem Neuen Friedhof beerdigt, wo noch heute sein Grabdenkmal mit einer Bronzeplakette seines lorbeergeschmückten Porträts zu finden ist. Diese gestaltete 1906 der Plastiker Johannes Boese (1856–1917), der ebenfalls aus Ratibor stammte. Nachrufe würdigten Lobe als „eine der bekanntesten Persönlichkeiten der deutschen Theaterwelt“.

## Rollen (Auszug)
- Faust: Faust und Gretchen (Eduard Jacobson; Theodor Lobe) (UA Friedrich-Wilhelmstädtisches Theater, Berlin 1856)
- Marinelli: Emilia Galotti (Gotthold Ephraim Lessing)
- Jago: Othello (William Shakespeare)
- Mephistopheles: Faust. Eine Tragödie. (Johann Wolfgang von Goethe)
- Nathan: Nathan der Weise (Gotthold Ephraim Lessing)
- Rudolf II.: Ein Bruderzwist in Habsburg (Franz Grillparzer) (UA Wiener Stadttheater, Wien 1872)
- Richard III.: Richard III. (William Shakespeare)
- Shylock: Der Kaufmann von Venedig (William Shakespeare)
- Philipp II.: Don Karlos (Friedrich Schiller)
- König Lear: König Lear (William Shakespeare)
- Pedro Crespo: Der Richter von Zalamea (Pedro Calderón de la Barca)
- Jakob Engstrand: Gespenster (Henrik Ibsen) (Eröffnungsinszenierung des Theatervereins Freie Bühne, Lessingtheater, Berlin 1889)

## Schüler (Auswahl)
- Terka Csillag

## Werk
- Eduard Jacobson; Theodor Lobe: Faust und Gretchen. Berlin 1856.